# ランメルモールの少年騎兵隊
『ランメルモールの少年騎兵隊』（ランメルモールのしょうねんきへいたい）は、夏西七による日本の漫画作品。『月刊Gファンタジー』（スクウェア・エニックス）にて、2010年6月号から2011年9月号まで連載された。

## 書誌情報
- 夏西七『ランメルモールの少年騎兵隊』スクウェア・エニックス〈Gファンタジーコミックス〉、全3巻
  1. 2010年10月27日発売[3]、ISBN 978-4-7575-3044-7
  2. 2011年3月26日発売[4]、ISBN 978-4-7575-3184-0
  3. 2011年10月27日発売[1]、ISBN 978-4-7575-3402-5